# Baipás cardiopulmonar

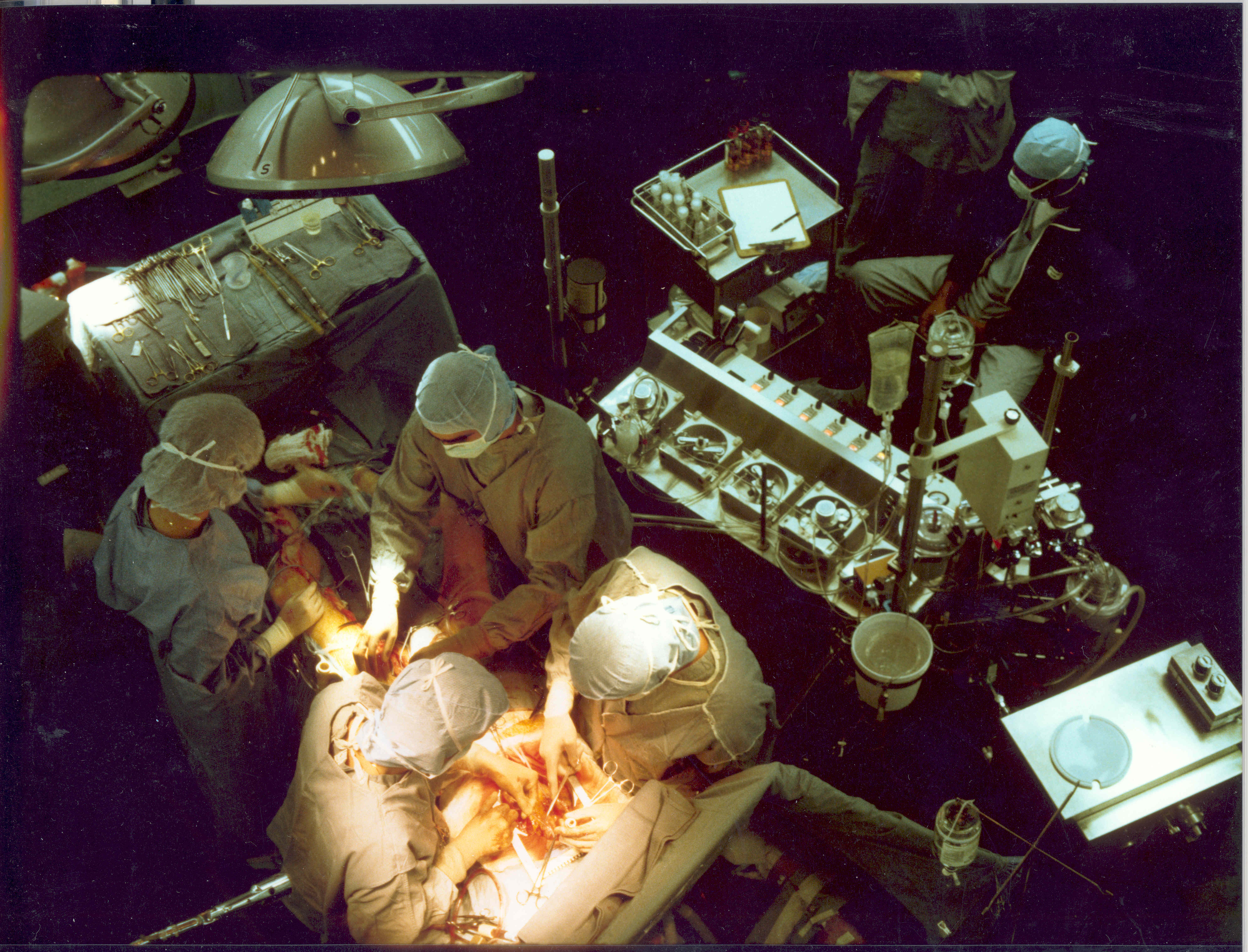
Una máquina de corazón-pulmón (arriba a la derecha) usada en la realización de una cirugía de baipás.

El baipás o bypass cardiopulmonar (BCP) es una técnica que suplanta temporalmente la función del corazón y los pulmones durante una cirugía, manteniendo la circulación de la sangre y la presencia de oxígeno en el cuerpo. La propia bomba con la que se realiza esta técnica es con frecuencia llamada máquina de corazón-pulmón o «la bomba».
El BCP es una forma de circulación extracorpórea (CEC). La CEC es una especialidad de la medicina y todos los cirujanos cardiovasculares deben conocer la técnica. Es necesario para la realización de la técnica un curso específico. Todo profesional que trabaja en la CEC debe tener un título universitario en el campo de la Salud, como es la enfermería y que se han especializado en circulación extracorpórea. El profesional que opera la máquina corazón pulmón es llamado perfusionista.

## Uso
El baipás cardiopulmonar es comúnmente usado en cirugías cardiacas debido a la dificultad de operar un corazón latiendo. Ya que dichas operaciones requieren abrir las cámaras del corazón, es necesario el uso del BCP para poder mantener la circulación durante la cirugía.

El BCP puede ser usado para inducir totalmente la hipotermia corporal, un estado en el cual el cuerpo puede ser mantenido por 45 minutos sin perfusión (flujo de sangre). Si el flujo de sangre es detenido a la temperatura normal del cuerpo, normalmente ocurre un daño cerebral permanente dentro de tres a cuatro minutos; poco después puede ocurrir la muerte. 

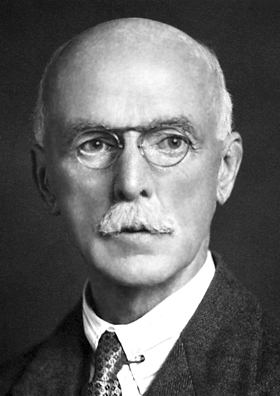
Arthur Harden, codescubridor de la NAD.

La oxigenación de la membrana extracorpórea (OMEC) es una forma simplificada del BCP a veces usado como soporte de vida para neonatos con serios defectos de nacimiento, o para oxigenar y mantener recipientes para trasplante de órganos hasta que los nuevos órganos puedan ser encontrados.
El BCP oxigena y hace circular mecánicamente la sangre del cuerpo mientras pasa por el corazón y los pulmones. Para ello, utiliza una máquina de corazón-pulmón para mantener la perfusión hacia otros órganos y tejidos del cuerpo mientras el cirujano trabaja en un área quirúrgica sin sangre. El cirujano coloca una cánula en la aurícula derecha vena cava o vena femoral para retirar la sangre del cuerpo y esta se conecta a la tubería llena con una solución de cristaloides isotónicos. La sangre venosa extraída del cuerpo es filtrada, enfriada o calentada, oxigenada, y luego regresada al cuerpo en otra cánula generalmente insertada en la aorta ascendente, aunque también puede ser insertada en la arteria femoral. Al paciente se le administra heparina para prevenir la coagulación y luego se le da sulfato de protamina para revertir los efectos de la heparina. Durante todo el procedimiento del BCP, el paciente se encuentra en estado de hipotermia, manteniendo la sangre fría y la temperatura corporal entre los 28 °C y 32 °C (82,4–89,6 °F). La sangre enfriada vuelve lento el metabolismo basal; decreciendo su demanda de oxígeno, esta usualmente tiene una gran viscosidad, pero la solución de cristaloides usada para aplicar la tubería del baipás hace que se diluya.

## Procedimientos
- Cirugía de baipás de la arteria coronaria
- Reparación y/o reemplazo de las válvulas cardiacas; válvula aorta, válvula mitral, válvula tricúspide, válvula pulmónica.
- Reparación de grandes defectos del septo, como comunicación interauricular y comunicación intervertricular.
- Reparación y/o paliación de defectos congénitos del corazón: Tetralogía de Fallot, Transposición de los grandes vasos.
- Trasplantes: Trasplante de corazón, de pulmón, y de corazón-pulmón.
- Reparación de grandes aneurismas: aneurisma de aorta, aneurisma cerebral.
- Tromboendarterectomía pulmonar.
- Trombectomía pulmonar

## Historia

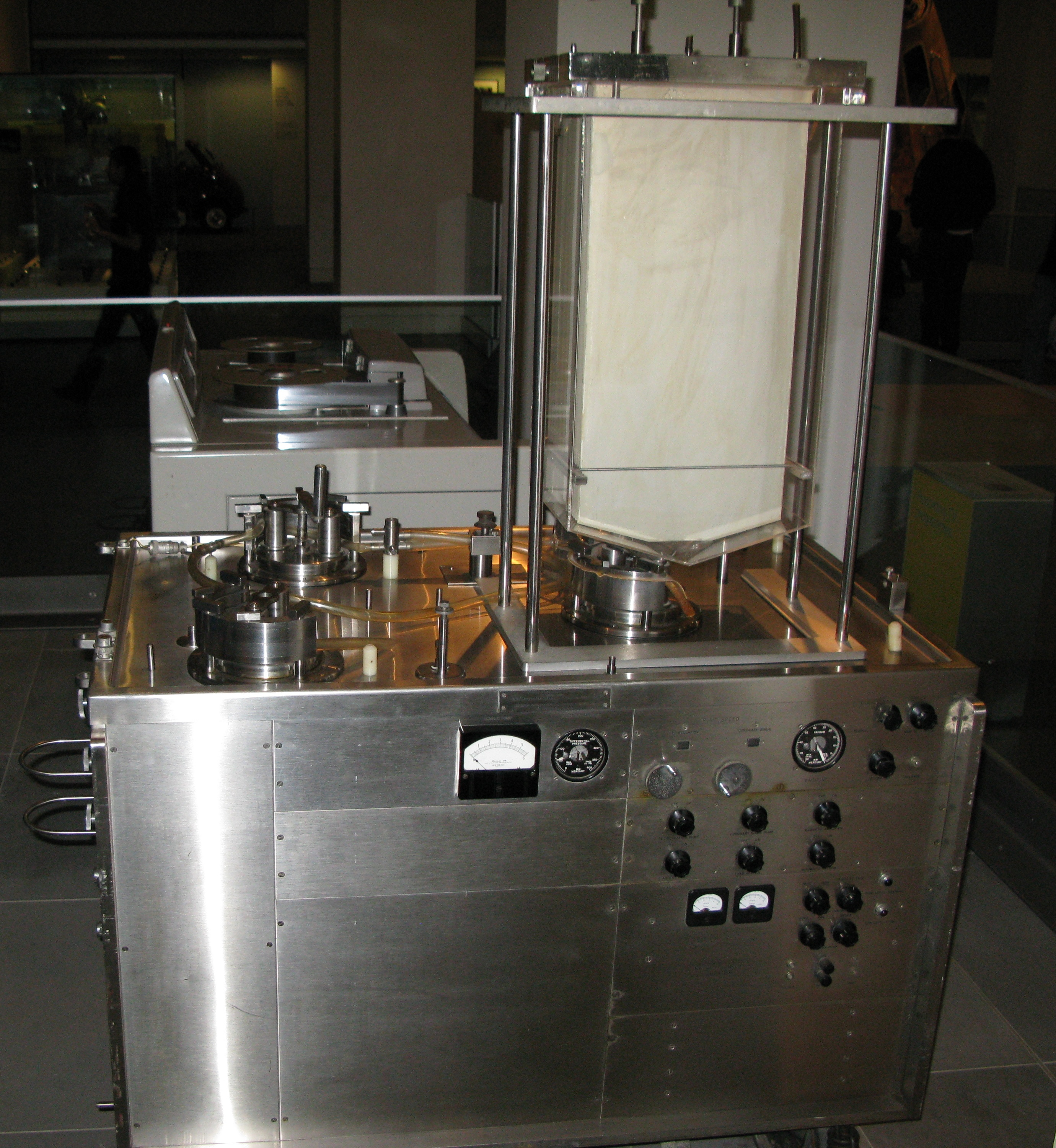
Una máquina de corazón pulmón del año 1958.

El Dr. Clarence Dennis dirigió el equipo que condujo la primera operación conocida que involucró una cardiotomía abierta con un reemplazo mecánico y temporal de las funciones tanto del corazón como de los pulmones, el 5 de abril de 1951 en el hospital de la Universidad de Minnesota. El paciente no sobrevivió debido a un inesperado y complejo defecto congénito del corazón. A ello le siguieron cuatro años de experimentación de laboratorio con perros con una unidad llamada el "corazón de hierro".
El primer procedimiento de corazón abierto exitoso realizado sobre un humano usando la máquina de corazón pulmón fue realizado por John Gibbon el 6 de mayo de 1953 en el hospital de la Universidad Thomas Jefferson en Filadelfia, quien reparó una comunicación interauricular de una mujer de 18 años.
El oxigenador fue conceptualizado por primera vez en el siglo XVII por Robert Hooke y evolucionó en prácticos oxigenadores extracorpóreos por los psicólogos experimentales franceses y alemanes en el siglo XIX. Los oxigenadores cuya burbuja no tiene una barrera interviniendo entre la sangre y el oxígeno son llamados oxigenadores ‘de contacto directo’. La membrana de los oxigenadores introduce una membrana de gas permeable entre la sangre y el oxígeno que disminuye el trauma de sangre causado por los oxigenadores de contacto directo. Mucho del trabajo realizado desde la década de 1960 se enfocó en superar el impedimento del intercambio de gas de la barrera de membrana, permitiendo el desarrollo de oxigenadores con microporos de fibra hueca de alto rendimiento que finalmente reemplazaron los oxigenadores de contacto directo en las intervenciones cardiacas.

## Componentes
El baipás cardiopulmonar consiste de dos unidades funcionales principales: la bomba y el oxigenador, el cual retira la sangre desprovista de oxígeno del cuerpo del paciente y la reemplaza con sangre rica en oxígeno a través de una serie de mangueras.

### Tubería
Los componentes de la máquina de baipás cardiopulmonar están interconectados por una serie de tubos hechos de goma de silicona o PVC.

### Bombas

#### Bomba de rodillo
La consola de la bomba usualmente consta de varias bombas giratorias impulsadas por motor que peristálticamente masajean la tubería, lo que impulsa cuidadosamente la sangre a través de la misma. Esta se denomina comúnmente “bomba de rodillo” o bomba peristáltica.

### Bomba centrífuga
Muchos circuitos del BCP emplean actualmente una bomba centrífuga para el mantenimiento y control del flujo sanguíneo durante el BCP. El flujo sanguíneo se produce debido una fuerza centrífuga mediante la alteración de la velocidad de giro (Revoluciones Por Minuto) de la cabeza de la bomba. Esta acción se considera más favorable que la realizada por la bomba de rodillo, pues se piensa que produce menos daño en la sangre, como hemólisis, etc.

### Oxigenador
EL oxigenador se encarga de transferir oxígeno a la sangre que fluye hacia el cuerpo y retirar dióxido de carbono de la sangre venosa. La cirugía cardíaca fue posible gracias al BCP que emplea oxigenadores de burbuja, los cuales han sido sustituidos por oxigenadores de membrana desde los años 80. Otro tipo de oxigenador que ha ganado fama recientemente es el oxigenador de sangre cubierto de heparina, el cual se cree que produce menos inflamación sistémica y disminuye la propensión de la sangre a coagularse en el circuito del BCP.

### Cánulas
Múltiples cánulas son posteriormente suturadas dentro del cuerpo del paciente en una variedad de sitios, dependiendo del tipo de cirugía que se practique. Una cánula venosa retira la sangre desprovista de oxígeno del cuerpo del paciente, mientras que una cánula arterial cosida dentro del corazón del paciente es empleada para infundir sangre rica en oxígeno. Una cánula de cardioplejía es cosida dentro del corazón para brindar una solución de cardioplejía que cause que el corazón deje de latir.
| Venosa           | Arterial                                               | Cardioplejía                                             |
| ---------------- | ------------------------------------------------------ | -------------------------------------------------------- |
| Aurícula derecha | Aorta proximal, distal a la abrazadera aórtica en cuz. | Aorta proximal, proximal a la abrazadera aórtica en cuz. |
| Venas cavas      | Arteria femoral                                        | Sinus coronario (entrega retrógrada)                     |
| Vena femoral     | Arteria axilar                                         | Ostia coronarias                                         |
|                  | Aorta distal                                           | Injertos de baipás (durante el CABG)                     |
|                  | Vértice del corazón                                    |                                                          |

### Cardioplejía
Un circuito de BCP consiste en un circuito sistemático para oxigenar la sangre y reinfundirla en el cuerpo del paciente (evitando el corazón); y un circuito separado para infundir una solución dentro del mismo corazón del paciente para producir una cardioplejía, es decir, hacer que el corazón deje de latir, y proveer protección del miocardio (prevenir la muerte de tejidos del corazón).

## Operación
Un circuito de BCP debe ser preparado con fluido y todo el aire expulsado antes de conectarlo al cuerpo del paciente. El circuito es cebado con una solución de terapia intravenosa y algunas veces también son añadidos productos sanguíneos, Hematíes, plasma, etc. El paciente debe ser totalmente anticoagulado, habitualmente con heparina, para evitar así la coagulación masiva de la sangre en el circuito.

## Complicaciones
El baipás cardiopulmonar no está libre de errores y existe un número de problemas asociados:
- Síndrome de post perfusión
- Hemólisis
- Síndrome capilar del escape
- Coagulación de sangre en el circuito; puede bloquear el circuito (particularmente el oxigenador) o infundir un coágulo dentro del paciente.
- Embolia de aire
- Fuga; un paciente puede rápidamente sufrir una exanguinación (perder perfusión de sangre de los tejidos) si una línea se desconecta.

Como consecuencia, el BCP es solamente usado durante las muchas horas que pueda tomar una cirugía cardiaca. La mayor parte de los oxigenadores muestran una recomendación en la manufactura de que estas puede únicamente ser usadas durante un máximo de seis horas, sin embargo, algunas veces son usadas por más de diez horas, teniendo cuidado de asegurar que no se coagule y se detenga el trabajo. Se usa también un circuito ECMO (extra-corporeal membrane oxygenation; oxigenación de la membrana extracorpórea) o VAD (ventricular assist device; dispositivo de asistencia ventricular), que puede permanecer en operación durante más de 31 días; tal como pasó en el caso Taiwanese, donde operó 16 días, después de los cuales el paciente recibió un trasplante de corazón.